# Swiss Open Gstaad 2003
Lo Swiss Open Gstaad 2003 è stato un torneo di tennis giocato sulla terra rossa. È stata la 89ª edizione dello Swiss Open Gstaad, che fa parte della categoria International Series nell'ambito dell'ATP Tour 2003. Si è giocato al Roy Emerson Arena di Gstaad in Svizzera, dal 7 al 13 luglio 2003.

## Campioni

### Singolare
Jiří Novák ha battuto in finale  Roger Federer con il punteggio di 5–7, 6–3, 6–3, 1–6, 6–3

### Doppio
Leander Paes /  David Rikl hanno battuto in finale  František Čermák /  Leoš Friedl con il punteggio di 6–3, 6–3